# Campionato del mondo di calcio da tavolo 2004 - Categoria individuale Under-15
Il Campionato del Mondo di Calcio da tavolo di Bologna in Italia.
Fasi di qualificazione ed eliminazione diretta della Categoria Under15 (18 settembre).
Per la classifica finale vedi Classifica.
Per le qualificazioni delle altre categorie:
- individuale Open
- squadre Open
- individuale Under19
- squadre Under19
- squadre Under15
- individuale Veterans
- squadre Veterans
- individuale Femminile
- squadre Femminile

## Primo Turno

### Girone 1
- Thomas Karnthaler  -  Timothy Spiteri 7-0
- Leonardo Praino  -  Timothy Spiteri 3-0
- Thomas Karnthaler  -  Leonardo Praino 7-1

### Girone 2
- Daniel Wienbrandt  -  Alexander Haas 3-0
- Alexander Haas  -  Ricardo Barros 1-5
- Daniel Wienbrandt  -  Ricardo Barros 0-2

### Girone 3
- Justin Leroy  -  Ricardo Margarido 2-1
- Ricardo Margarido  -  Benjamin Garnier 1-2
- Justin Leroy  -  Benjamin Garnier 2-3

### Girone 4
- Peter Zeilinger  -  Michaël Denooz 0-2
- Peter Zeilinger  -  Matteo Muccioli 0-2
- Matteo Muccioli  -  Michaël Denooz 1-1

### Girone 5
- Luis Ferreira  -  Tommy Neyron 4-0
- Daniel Kosa  -  Tommy Neyron 0-1
- Luis Ferreira  -  Daniel Kosa 4-1

### Girone 6
- Bruno Fonseca  -  Maxime Castel 1-0
- Johan Fouquet  -  Maxime Castel 1-3
- Bruno Fonseca  -  Johan Fouquet 1-0

### Girone 7
- Thibaut Buron  -  Joao Inacio 2-0
- Mattia Bellotti  -  Joao Inacio 1-2
- Mattia Bellotti  -  Thibaut Buron 1-1

### Girone 8
- Roman Karnthaler  -  Sam Curtis 2-1
- Sam Curtis  -  Emilien Liard 1-5
- Roman Karnthaler  -  Emilien Liard 1-0

## Ottavi di Finale
- Thomas Karnthaler  -  Joao Inacio 4-2
- Daniel Wienbrandt  -  Roman Karnthaler 5-1
- Luis Ferreira  -  Justin Leroy 4-2
- Maxime Castel  -  Matteo Muccioli 5-1
- Benjamin Garnier  -  Tommy Neyron 3-1
- Michaël Denooz  -  Bruno Fonseca 1-2
- Thibaut Buron  -  Leonardo Praino 2-1
- Emilien Liard  -  Ricardo Barros 1-2

## Quarti di Finale
- Daniel Wienbrandt  -  Joao Inacio 3-2
- Luis Ferreira  -  Maxime Castel 1-0
- Benjamin Garnier  -  Bruno Fonseca 1-0
- Thibaut Buron  -  Ricardo Barros 0-3

## Semifinali
- Daniel Wienbrandt  -  Luis Ferreira 2-1
- Benjamin Garnier  -  Ricardo Barros 0-2

## Finale
- Daniel Wienbrandt  -  Ricardo Barros 1-2